# Pseudorabdion longiceps
Espèce
Synonymes
- Calamaria longiceps Cantor, 1847
- Rabdion torquatum Duméril, Bibron & Duméril, 1854

Statut de conservation UICN

 LC  : Préoccupation mineure
Pseudorabdion longiceps  est une espèce de serpents de la famille des Colubridae.

## Répartition
Cette espèce se rencontre dans le sud de la Thaïlande, en Malaisie, à Singapour, au Brunei et en Indonésie à Sumatra et au Kalimantan.
Sa présence à Sulawesi est incertaine.

## Publication originale
- Cantor, 1847 : Catalogue of reptiles inhabiting the Malayan Peninsula and Islands. Journal of the Asiatic Society of Bengal, vol. 16, no 2, p. 607-656, 897-952 & 1026-1078 (texte intégral).